# 信多純一
信多 純一（しのだ じゅんいち、1931年9月20日 - 2018年10月31日）は、日本の国文学者。専門は日本近世文学。大阪大学・神戸女子大学名誉教授。号は「志水」。

## 経歴
出生から修学期
1931年、大阪府で生まれた。兵庫県立尼崎高等学校を経て、京都大学文学部に進学した。1954年に卒業し、同大学大学院文学研究科に進んだ。1957年に修士課程を修了。1960年に博士課程を単位取得退学。
国文学者として
1962年、松蔭短期大学助教授に就いた。1964年、奈良女子大学助教授に転じた。1968年に大阪大学文学部助教授となり、1981年に同教授昇格。1981年、学位論文『『浄瑠璃』研究：十六段本『浄瑠璃』の考察を中心として』を大阪大学に提出して文学博士号を取得。1995年に大阪大学を定年退官し、名誉教授となった。同年4月からは、神戸女子大学教授を務めた。

## 受賞・栄典
- 1975年：『のろまそろま狂言集成』（編著）で第29回毎日出版文化賞特別賞を受賞[2]。
- 1992年：『近松の世界』で角川源義賞を受賞[4]。
- 1999年：紫綬褒章を受章[5]、2006年瑞宝中綬章受章[6][7]。

## 研究内容・業績
専門は国文学で、中世文学。中世から近世に至る浄瑠璃の研究を軸とし、絵から本文を読み解く作業を重視して研究を進めた。美術史家の辻惟雄と親交が深かった。

## 著書
単著
- 『近松の世界』平凡社 1991
- 『にせ物語絵：絵と文・文と絵』（平凡社）1995
- 『馬琴の大夢：里見八犬伝の世界』岩波書店 2004
- 『浄瑠璃御前物語の研究』岩波書店 2008
- 『祈りの文化：大津絵模様・絵馬模様』思文閣出版 2009
- 『好色一代男の研究』岩波書店 2010

校注・編
- 『のろまそろま狂言集成』斎藤清二郎共編著、大学堂書店 1974
- 『絵巻上瑠璃』辻惟雄・坂田泉共編、京都書院 1977
- 『じやうるり』横山重共編、大学堂書店 1982
- 『近松門左衛門集』(新潮日本古典集成) 校注 1986

論文
- Cinii論文